# Muzeul Munch

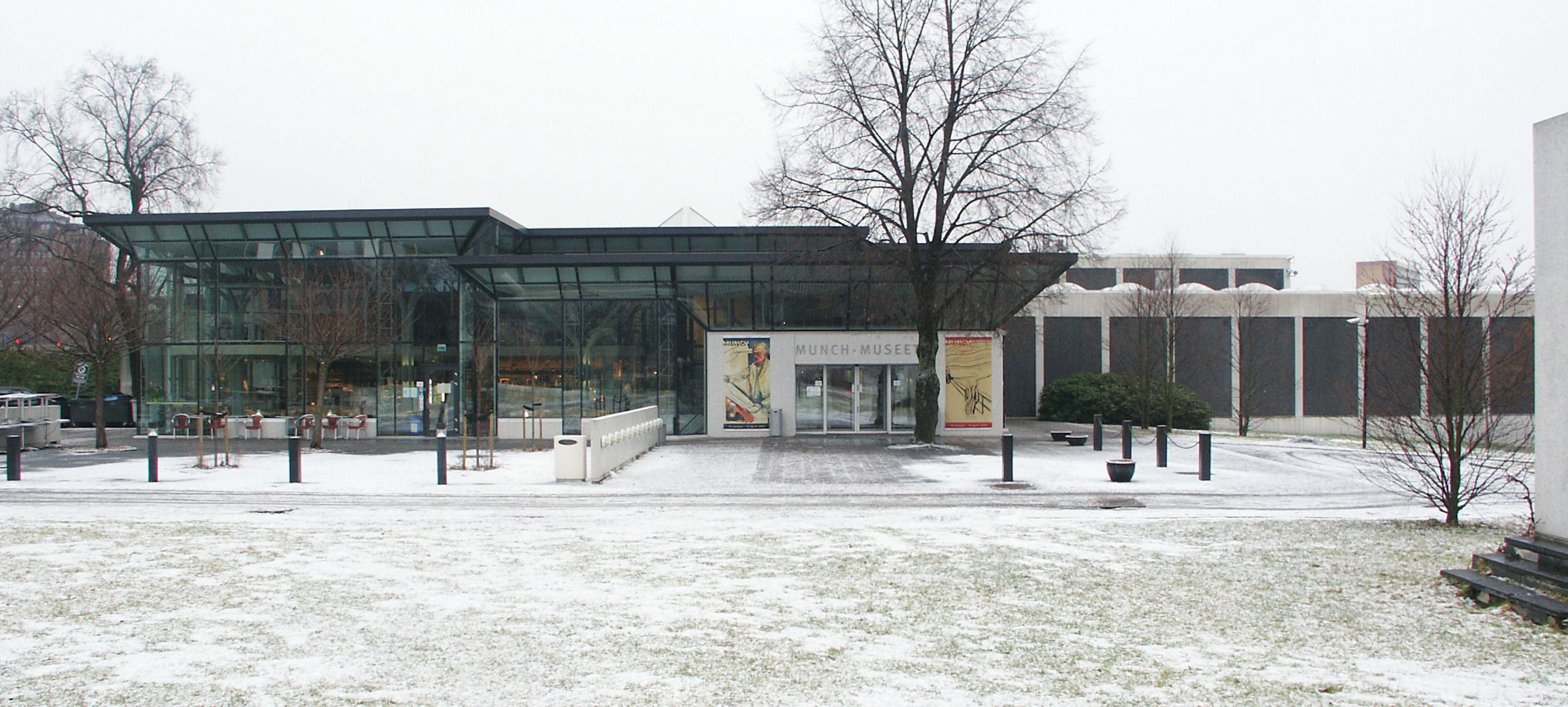
Fosta cladire a Muzeului Munch din Tøyen, Oslo, Norvegia.
architecți: Einar Myklebust şi Gunnar Fougner

Muzeul Munch (Norvegiană: Munch-museet) este un muzeu de artă din Oslo, Norvegia, dedicat vieții și muncii artistului norvegian Edvard Munch. 

## Despre muzeu
Muzeul a fost finanțat din profiturile generate de către cinematografle municipale din Oslo și a fost deschis în 1963 pentru comemorarea a o sută de ani de la nașterea lui Edvard Munch. Colecția constă în diferite obiecte de artă ale lui Munch, pe care acesta le-a donat municipalității din Oslo înaintea decesului său, și alte lucrări donate de către sora sa Inger Munch.
În anul 2021 s-a inaugurat noua clădire a Muzeului Munch.

## Bibilografie
- Eggum, Arne; Gerd Woll, Marit Lande Munch At The Munch Museum (Scala Publishers, 2005)
- Langaard, Johan H. Edvard Munch: Masterpieces from the artist's collection in the Munch Museum in Oslo (McGraw-Hill. 1964)